# 吉貝河
吉貝河（Gibe River）是埃塞俄比亞西南部的奧莫河（Omo River）支流。與埃塞俄比亞其他河流一樣，吉貝河是不通船的。
吉貝河的支流有吉格吉貝河（Gilgel Gibe River），南部的排水地區包括前國家奧羅莫（Oromo）、錫達馬（Sidama）聚居的吉貝地區。
8°14′N 37°39′E / 8.233°N 37.650°E